# Betuwe
Die Betuwe [ˈbeːtywə] ist ein Landstrich der niederländischen Provinz Gelderland und wird im Süden von der Maas begrenzt, im Norden von den in Ost-West-Richtung fließenden Rheinarmen Nederrijn (Niederrhein) und Lek. Etwa parallel dazu durchfließt die Waal die Kleiböden der Betuwe, die zu den fruchtbarsten in Europa zählen. Deshalb ist hier sehr viel Obst- und Gemüseanbau anzutreffen. Eine weitere Erwerbsquelle bildet der Rad- und Wandertourismus.

## Etymologie
Der Name „Betuwe“ leitet sich von der Batavorum insula („Insel der Bataver“) ab. Vermutlich handelt es sich hier um Kopierfehler aus dem Mittelalter, wobei Batavorum insula sich über Batuvua, Batuuua, Bettue und Betewe ins moderne Lexem Betuwe änderte.
Es wird vermutet, dass der Familienname des Komponisten Ludwig van Beethoven sich von dieser Landschaft ableitet.

## Städte
- Nijmegen
- Gendt, heute Gemeinde Lingewaard
- Maasbommel
- Tiel
- Zaltbommel

Die 2001 durch Fusion entstandene Gemeinde Overbetuwe hat den Namen des Landstrichs aufgegriffen. Die Stadt Arnheim wird der Veluwe und/oder der Betuwe zugeordnet.

## Verkehr
Die Betuweroute, eine durch die Betuwe verlaufende Eisenbahnstrecke für den Güterverkehr vom Hafen Rotterdam bis zur deutsch-niederländischen Grenze bei Emmerich am Rhein, ist nach dieser Gegend benannt. Die daran anschließende Bahnstrecke von Emmerich am Rhein bis Oberhausen wird sowohl in der deutschen öffentlichen Verwaltung (Bundes- und Landesverkehrsministerium, Bezirksregierung, Kommunen) als auch in Presse und Medien als Betuwe-Linie bezeichnet.

## Geschichte
Während der Raubzüge der Wikinger in das Rheinland wurden 885 die Wikingerführer Gottfried und Sigfried bei Herwen von dem fränkischen Heerführer Heinrich von Babenberg in einen Hinterhalt gelockt und von friesischen Adeligen ermordet. Ihre Gefolgsleute wurden anschließend von den Franken in der Betuwe restlos aufgerieben.
Die Betuwe war im Mittelalter eine Gaugrafschaft. Grafen in der Betuwe waren u. a.:
- Nevelung; † vor 953; ⚭ NN, Tochter von Reginar II., Graf im Hennegau (Reginare)
- Godizo; † 1015, Graf in der Betuwe (Ezzonen)
- Eberhard, um 1020, dessen Neffe, in der Betuwe und in Teisterbant
- Dietrich I. Flamens; † ermordet 1082, Graf in der Betuwe und im Maasgau, Stammvater der Grafen von Geldern

Siehe auch
- Herzogtum Geldern